# Ben-Hadad Ier
Pour les articles homonymes, voir Hadad et Ben-Hadad.
Ben-Hadad Ier, personnage biblique, fils de Tabrimmôn, petit-fils de Hèzyôn et roi d'Aram-Damas de 885 à 865 av. J.-C.. 
Selon la Bible, il accepta une proposition d'alliance de Asa, roi de Juda, contre Baasa, roi d'Israël, et conquit une partie du Royaume d'Israël. Son fils Ben-Hadad II lui succéda.

## Source
Bible : 1Rois XV,18-20